# Broker ubezpieczeniowy
Broker ubezpieczeniowy – rodzaj pośrednika ubezpieczeniowego; osoba fizyczna lub prawna, która prowadzi działalność polegającą na pośrednictwie ubezpieczeniowym na rzecz i w imieniu klienta, od którego otrzymała pełnomocnictwo.
Broker ubezpieczeniowy reprezentuje interesy ubezpieczeniowe klienta: identyfikuje ryzyko, doradza w zakresie ubezpieczeń, uczestniczy w zarządzaniu i wykonaniu umów ubezpieczenia (likwidacja szkody).

## Status prawny brokera
Broker ubezpieczeniowy to według polskiego prawa osoba fizyczna lub prawna, która za zezwoleniem organu nadzoru nad rynkiem finansowym (Komisja Nadzoru Finansowego) i wpisaniu na listę brokerów wykonuje działalność brokerską, tj. czynności wskazane w art. 4 ust. 4 ustawy z dnia 15 grudnia 2017 roku o dystrybucji ubezpieczeń (Dz.U. z 2024 r. poz. 1214). Brokerem nie może być żadna spółka osobowa, gdyż nie jest osobą prawną. Kodeks spółek handlowych przewiduje możliwość tworzenia spółek partnerskich przez osoby wykonujące zawód brokera, ale taki podmiot jest spółką tworzoną przez brokerów, samemu nim nie będąc.
Broker w rozumieniu prawa jest zarówno pośrednikiem ubezpieczeniowym, jak i dystrybutorem ubezpieczeń. Od pozostałych przedstawicieli tych grup różni go między innymi obowiązek doradczy.
Broker podlega obowiązkowemu ubezpieczeniu odpowiedzialności cywilnej (zawodowej) z tytułu wykonywania działalności brokerskiej.
Broker ubezpieczeniowy jest zarówno pełnomocnikiem, jak i doradcą klienta. Źródłem jego umocowania jest pełnomocnictwo nazywane zwyczajowo listem brokerskim. W praktyce spotyka są zróżnicowane zakresy umocowania.
Istotą usługi brokerskiej jest doradzanie mocodawcy zarówno w stadium przedkontraktowym i pokontraktowym. Jednakże przepisy zobowiązują brokera do udzielanie zindywidualizowanej porady wraz z rekomendacją najwłaściwszej umowy jedynie na etapie wyboru produktu ubezpieczeniowego. Ta porada powinna zostać przedstawiona w formie pisemnej. Broker powinien udzielić porady w oparciu o rzetelną analizę dostępnych na rynku produktów ubezpieczeniowych w liczbie wystarczającej do opracowania rekomendacji najwłaściwszej umowy oraz wyjaśnia podstawy, na których opiera się rekomendacja, uwzględniając złożoność umowy ubezpieczenia lub umowy gwarancji ubezpieczeniowej oraz rodzaj klienta, chyba że klient złoży pisemne oświadczenie o rezygnacji z udzielenia porady. Oceny jaka ilość jest wystarczająca należy dokonywać indywidualnie w każdej sytuacji.
Broker działa w interesie i na rzecz ubezpieczającego, a nie zakładu ubezpieczeń. Klientem dla brokera nie jest ubezpieczony, jeśli nie jest równocześnie ubezpieczającym. Broker zawiera ze swoim przyszłym mocodawcą umowę nienazwaną podobną po niektórymi względami do umowy zlecenia. W obrocie funkcjonują różne nazwy stosunku łączącego brokera z klientem (umowa brokerska, umowa serwisu brokerskiego i inne).
Do brokera stosuje się także zapisy art. 14 ustawy o dystrybucji ubezpieczeń, który mówi o tym, że sumy pieniężne przekazane z tytułu umowy ubezpieczenia przez:
1) ubezpieczającego pośrednikowi ubezpieczeniowemu uznaje się jako wpłacone zakładowi ubezpieczeń;
2) zakład ubezpieczeń pośrednikowi ubezpieczeniowemu nie uznaje się jako przekazane ubezpieczającemu, uposażonemu lub uprawnionemu z umowy ubezpieczenia, do czasu ich faktycznego otrzymania przez te podmioty.
Tym samym składki ubezpieczeniowe przyjęte przez brokera ubezpieczeniowego od ubezpieczającego traktowane są jako wpłacone do zakładu ubezpieczeń (co może wpłynąć na ważność ochrony ubezpieczeniowej), z kolei świadczenia z umowy ubezpieczenia wypłacone bezpośrednio brokerowi ubezpieczeniowemu nie uznaje się za wypłacone uprawnionemu z umowy ubezpieczenia (do czasu ich faktycznego otrzymania przez uprawnionego).

## Wynagrodzenie brokera
Dopuszczalne są różne modele wynagradzania brokera, takie jak kurtaż brokerski, tj. prowizja zawarta w składce za umowę ubezpieczenia lub doliczania do niej, honorarium płacone przez klienta (z ang. fee) czy innego rodzaju gratyfikacja. Broker zobowiązany jest poinformować ubezpieczającego (klienta) w jaki jest charakter wynagradzania otrzymywanego w związku z zawarciem danej umowy. Przy honorarium podać trzeba dodatkowo jego wysokość, a jeśli jest to niemożliwe – sposób jego obliczania. Ustawodawca nakazuje ujawnienie wskaźnika kosztów dystrybucji w odniesieniu do umów ubezpieczenia na życie z ubezpieczeniowym funduszem kapitałowym. Jednakże tego typu produkty nie są na ogół dystrybuowane przez brokerów.
W Polsce regułą jest wynagradzanie brokera w formie kurtażu brokerskiego. Na wielu rynkach dominującą formą jest wynagrodzenie finansowane bezpośrednio przez klienta.

## Brokerzy ubezpieczeniowi w Polsce – statystyki
Według stanu na koniec 2016 roku w Polsce istniało 1323 brokerów ubezpieczeniowych, z czego przeważająca większość stanowią spółki kapitałowe. Towarzystwa ubezpieczeń w 2016 roku wypłaciły brokerom 1 139 344 502 PLN prowizji.